# Наремберг (Пенсилванија)
Наремберг (енгл. Nuremberg) насељено је место без административног статуса у америчкој савезној држави Пенсилванија.

## Демографија
По попису из 2010. године број становника је 434, што је 203 (87,9%) становника више него 2000. године.
| Група             | 2000.       | 2010.       |
| Белци             | 227 (98,3%) | 425 (97,9%) |
| Афроамериканци    | 0 (0,0%)    | 0 (0,0%)    |
| Азијати           | 4 (1,7%)    | 5 (1,2%)    |
| Хиспаноамериканци | 0 (0,0%)    | 3 (0,7%)    |
| Укупно            | 231         | 434         |